# Windows Media Audio 9 Lossless
Windows Media Audio 9 Lossless — аудиокодек для сжатия без потерь фирмы Microsoft, представленный в начале 2003 года. Последняя версия на 2008 год — 9.2.
Сжатый этим кодеком аудио-компакт-диск занимает от 206 до 411 Мб при битрейте звуковых файлов от 470 кбит/с до 1,08 Мбит/с. Кодек входит в состав пакета Windows Media, использует расширение файла .wma, поддерживает 6 дискретных каналов. Официально выпущен только для Windows и Mac OS X.